# Мамедзаде, Гюнай Вугар кызы
Гюнай Вугар кызы Мамедзаде (азерб. Günay Vüqar qızı Məmmədzadə; род. 19 июня 2000, Баку, Азербайджан) — азербайджанская шахматистка, международный мастер (2018).
В составе женской сборной Азербайджана участница 3-х олимпиад (2016, 2018, 2022), командного чемпионата мира (2017) и 4-х командных чемпионатов Европы (2017, 2019, 2021, 2023).

## Биография
Родилась 19 июня 2000 года в Баку. В 2014 году выполнила норму международного мастера среди женщин и в этом же году стала женским гроссмейстером.
В сентябре 2016 года на Всемирной шахматной олимпиаде в Баку в составе основной (первой) женской команды Азербайджана дебютировала за женскую сборную.

## Рейтинг
По состоянию на октябрь 2016 года с рейтингом 2371 располагалась на первом месте среди шахматисток Азербайджана, на 10-м в рейтинг-листе «Top 100 Girls October 2016» и на 93-м в рейтинг-листе «Top 100 Women October 2016», опубликованных на официальном сайте ФИДЕ.

## Достижения
- 2007 — Серебряный призёр чемпионата мира среди шахматисток до 8 лет[5]
- 2008 — Чемпионка Европы среди шахматисток до 8 лет[6][7]
- 2009 — Чемпионка мира среди шахматисток до 10 лет[8]
- 2012 — Чемпионка мира среди школьников[1]
- 2013 — Чемпионка Европы среди шахматисток до 14 лет[9]
- 2017 — Чемпионка Азербайджана среди женщин[10]
- 2019 — Чемпионка Азербайджана среди женщин[11]
- 2022 — Победа в турнире «Fundacja Orlen»[12][13]
- 2022 — Серебряный призёр чемпионата Европы 2022[14][15][16]
- 2023 — Серебряный призёр командного чемпионата Европы 2023[17][18]
- 2025 — Чемпионка Азербайджана среди женщин[19]

## Изменения рейтинга
| Графики недоступны из-за технических проблем. См. информацию на Фабрикаторе и на mediawiki.org. |